# Kanada na Zimowych Igrzyskach Olimpijskich 1968
Kanadę na Zimowych Igrzyskach Olimpijskich 1968 reprezentowało 70 zawodników: 55 mężczyzn i 15 kobiet. Był to dziesiąty start reprezentacji Kanady na zimowych igrzyskach olimpijskich.

## Zdobyte medale
| Medal  | Zawodnik | Dyscyplina            | Konkurencja             | Rezultat    |
| ------ | --- | --------------------- | ----------------------- | ----------- |
| Złoto  | Nancy Greene | Narciarstwo alpejskie | slalom gigant kobiet    | 1:51,97 min |
| Srebro | Nancy Greene | Narciarstwo alpejskie | slalom specjalny kobiet | 1:26,15 min |
| Brąz   | Kenneth Broderick, Wayne Stephenson, Marshall Johnston, John MacKenzie, Brian Glennie, Paul Conlin, Terry O’Malley, Norman Hargreaves, Raymond Cadieux, Anthony Huck, Morris Mott, Stephen Monteith, Daniel Dineen, Herbert Pinder, William MacMillan, Daniel O’Shea, Roger Bourbonnais, Allen Gerald Pinder | Hokej na lodzie       | turniej mężczyzn        |             |

## Skład kadry

### Biathlon
Mężczyźni
| Zawodnik                                          | Konkurencja         | czas biegu          | Kary                | Łączny czas         | Pozycja             |
| ------------------------------------------------- | ------------------- | ------------------- | ------------------- | ------------------- | ------------------- |
| Esko Karu                                         | Bieg na 20 km       | 1:21:42,9           | 11:00               | 1:32:42,9           | 46.                 |
| George Ede                                        | Bieg na 20 km       | 1:26:39,8           | 8:00                | 1:34:41,8           | 51.                 |
| James Boyde                                       | Bieg na 20 km       | 1:27:02,0           | 8:00                | 1:35:02,0           | 53.                 |
| George Rattai                                     | Bieg na 20 km       | 1:24:03:0           | 11:00               | 1:35:03,0           | 54.                 |
| George Ede Knowles McGill George Rattai Esko Karu | Sztafeta 4 × 7,5 km | Nie ukończyli biegu | Nie ukończyli biegu | Nie ukończyli biegu | Nie ukończyli biegu |

### Biegi narciarskie
Mężczyźni
| Zawodnik                                         | Konkurencja        | czas      | Pozycja |
| ------------------------------------------------ | ------------------ | --------- | ------- |
| Nils Skulbru                                     | Bieg na 15 km      | 55:53,4   | 56.     |
| David Rees                                       | Bieg na 15 km      | 58:25,9   | 61.     |
| Rolf Pettersen                                   | Bieg na 15 km      | 58:31,8   | 63.     |
| Nils Skulbru                                     | Bieg na 30 km      | 1:50:06,1 | 52.     |
| David Rees                                       | Bieg na 30 km      | 1:52:46,6 | 58.     |
| Rolf Pettersen                                   | Bieg na 30 km      | 1:55:37,2 | 61.     |
| David Rees                                       | Bieg na 50 km      | 2:56:00,5 | 46.     |
| Nils Skulbru Rolf Pettersen Esko Karu David Rees | Sztafeta 4 × 10 km | 2:29:12,7 | 14.     |

### Bobsleje
Mężczyźni
| Osada | Zawodnik                                                | Konkurencja | Ślizg 1 | Ślizg 2         | Ślizg 3                   | Ślizg 4                   | Łącznie                   | Pozycja                   |                           |
| ----- | ------------------------------------------------------- | ----------- | ------- | --------------- | ------------------------- | ------------------------- | ------------------------- | ------------------------- | ------------------------- |
| CAN-  | Purvis McDougall Bob Storey                             | Dwójki      | 1:13,89 | 1:12,80         | 1:13,68                   | 1:13,73                   | 4:54,10                   | 19.                       |                           |
| CAN-  | Hans Gehrig Harry Goetschi                              | Dwójki      | Dwójki  | Dyskwalifikacja | Nie ukończyli konkurencji | Nie ukończyli konkurencji | Nie ukończyli konkurencji | Nie ukończyli konkurencji | Nie ukończyli konkurencji |
| CAN-1 | Purvis McDougall Bob Storey Michael Young Andrew Faulds | Czwórki     | 1:12,61 | 1:10,32         |                           |                           | 2:22,82                   | 17.                       |                           |

### Hokej na lodzie
Reprezentacja mężczyzn
| - Kenneth Broderick - Wayne Stephenson - Marshall Johnston - John MacKenzie - Brian Glennie - Paul Conlin - Terry O’Malley - Norman Hargreaves - Raymond Cadieux |  | - Anthony Huck - Morris Mott - Stephen Monteith - Daniel Dineen - Herbert Pinder - William MacMillan - Daniel O’Shea - Roger Bourbonnais - Allen Gerald Pinder |

Reprezentacja Kanady brała udział w rozgrywkach grupy A turnieju olimpijskiego zajmując w niej trzecie miejsce i zdobywając brązowy medal.

### Tabela końcowa

#### Grupa A
| Drużyna           | M | Mecze | Mecze | Mecze | Bramki | Bramki | Bramki | Pkt | Uwagi |
| Drużyna           | M | W     | R     | P     | +      | -      | +/-    | Pkt | Uwagi |
| ----------------- | - | ----- | ----- | ----- | ------ | ------ | ------ | --- | ----- |
| ZSRR              | 7 | 6     | 0     | 1     | 48     | 10     | +38    | 12  |       |
| Czechosłowacja    | 7 | 5     | 1     | 1     | 33     | 17     | +16    | 11  |       |
| Kanada            | 7 | 5     | 0     | 2     | 28     | 15     | +13    | 10  |       |
| Szwecja           | 7 | 4     | 1     | 2     | 23     | 18     | +5     | 9   |       |
| Finlandia         | 7 | 3     | 1     | 3     | 17     | 23     | -6     | 7   |       |
| Stany Zjednoczone | 7 | 2     | 1     | 4     | 23     | 28     | -5     | 5   |       |
| RFN               | 7 | 1     | 0     | 6     | 13     | 39     | -26    | 2   |       |
| NRD               | 7 | 0     | 0     | 7     | 13     | 48     | -35    | 0   |       |

Wyniki
| 6 lutego 1968 | Kanada | 6:1 | RFN |  |

|  |  |  |  |  |

| 8 lutego 1968 | Finlandia | 5:2 | Kanada |  |

|  |  |  |  |  |

| 9 lutego 1968 | Kanada | 11:0 | NRD |  |

|  |  |  |  |  |

| 11 lutego 1968 | Kanada | 3:2 | Stany Zjednoczone |  |

|  |  |  |  |  |

| 13 lutego 1968 | Kanada | 3:2 | Czechosłowacja |  |

|  |  |  |  |  |

| 15 lutego 1968 | Kanada | 3:0 | Szwecja |  |

|  |  |  |  |  |

| 17 lutego 1968 | ZSRR | 5:0 | Kanada |  |

|  |  | (1:0, 1:0, 3:0) |

### Łyżwiarstwo figurowe
| Zawodnik                         | Konkurencja   | Nota                      | Pozycja                   |
| -------------------------------- | ------------- | ------------------------- | ------------------------- |
| Karen Magnussen                  | Solistki      | 1759,4                    | 7.                        |
| Linda Carbonetto                 | Solistki      | 1662,9                    | 13.                       |
| Lyndsai Cowan                    | Solistki      | Nie ukończyła konkurencji | Nie ukończyła konkurencji |
| Jay Humphry                      | Soliści       | 1795,0                    | 7.                        |
| David McGillivray                | Soliści       | 1663,7                    | 16.                       |
| Steve Hutchinson                 | Soliści       | 1578,3                    | 22.                       |
| Anna Forder Richard Stephens     | Pary sportowe | 269,2                     | 16.                       |
| Betty McKilligan John McKilligan | Pary sportowe | 254,8                     | 17.                       |

### Łyżwiarstwo szybkie
Mężczyźni
| Zawodnik         | Konkurencja   | Konkurencja   | Konkurencja    | Konkurencja    | Konkurencja    | Konkurencja    | Konkurencja      | Konkurencja      |
| Zawodnik         | Bieg na 500 m | Bieg na 500 m | Bieg na 1500 m | Bieg na 1500 m | Bieg na 5000 m | Bieg na 5000 m | Bieg na 10 000 m | Bieg na 10 000 m |
| Zawodnik         | Czas          | Miejsce       | Czas           | Miejsce        | Czas           | Miejsce        | Czas             | Miejsce          |
| ---------------- | ------------- | ------------- | -------------- | -------------- | -------------- | -------------- | ---------------- | ---------------- |
| Robert Boucher   | 42,0          | 25.           |                |                |                |                |                  |                  |
| Peter Williamson | 42,6          | 33.           | 2:16,0         | 46.            |                |                |                  |                  |
| Robert Hodges    | 43,3          | 41.           | 2:12,0         | 26.            | 8:05,0         | 29.            | 17:01,9          | 23.              |
| Paul Enock       |               |               |                |                | 7:54,8         | 19.            | 16:21,2          | 15.              |

Kobiety
| Zawodnik         | Konkurencja   | Konkurencja   | Konkurencja    | Konkurencja    | Konkurencja    | Konkurencja    | Konkurencja    | Konkurencja    |
| Zawodnik         | Bieg na 500 m | Bieg na 500 m | Bieg na 1000 m | Bieg na 1000 m | Bieg na 1500 m | Bieg na 1500 m | Bieg na 3000 m | Bieg na 3000 m |
| Zawodnik         | Czas          | Miejsce       | Czas           | Miejsce        | Czas           | Miejsce        | Czas           | Miejsce        |
| ---------------- | ------------- | ------------- | -------------- | -------------- | -------------- | -------------- | -------------- | -------------- |
| Wendy Thompson   | 48,2          | 19.           | 1:41,1         | 27.            |                |                |                |                |
| Marcia Parsons   | 48,8          | 23.           | 1:37,7         | 21.            | 2:34,4         | 24.            | 5:29,5         | 22.            |
| Doreen McCannell | 49,0          | 24.           | 1:37,6         | 20.            | 2:32,2         | 21.            | 5:21,5         | 18.            |

### Narciarstwo alpejskie
Mężczyźni
| Zawodnik        | Konkurencja            | Konkurencja            | Konkurencja         | Konkurencja              | Konkurencja              | Konkurencja              | Konkurencja                       | Konkurencja                       | Konkurencja                       | Konkurencja                       |
| Zawodnik        | Zjazd                  | Zjazd                  | Slalom gigant       | Slalom gigant            | Slalom gigant            | Slalom gigant            | Slalom specjalny                  | Slalom specjalny                  | Slalom specjalny                  | Slalom specjalny                  |
| Zawodnik        | Czas                   | Pozycja                | Czas 1-go przejazdu | Czas 2-go przejazdu      | Czas                     | Pozycje                  | Czas 1-go przejazdu               | Czas 2-go przejazdu               | Czas łączny                       | Pozycja                           |
| --------------- | ---------------------- | ---------------------- | ------------------- | ------------------------ | ------------------------ | ------------------------ | --------------------------------- | --------------------------------- | --------------------------------- | --------------------------------- |
| Rod Hebron      | Nie ukończył przejazdu | Nie ukończył przejazdu | 1:47,07             | Nie ukończył przejazdu   | Nie ukończył konkurencji | Nie ukończył konkurencji | Nie ukończył pierwszego przejazdu | Nie ukończył pierwszego przejazdu | Nie ukończył pierwszego przejazdu | Nie ukończył pierwszego przejazdu |
| Peter Duncan    | Dyskwalifikacja        | Dyskwalifikacja        | 1:47,06             | 1:51,11                  | 3:38,17                  | 18.                      | Odpadł w kwalifikacjach           | Odpadł w kwalifikacjach           | Odpadł w kwalifikacjach           | Odpadł w kwalifikacjach           |
| Robert Swan     |                        |                        |                     |                          |                          |                          | 53,75                             | Dyskwalifikacja                   | Nie ukończył konkurencji          | Nie ukończył konkurencji          |
| Wayne Henderson | 2:05,56                | 27.                    |                     |                          |                          |                          |                                   |                                   |                                   |                                   |
| Gerry Rinaldi   | 2:06,30                | 31.                    |                     |                          |                          |                          |                                   |                                   |                                   |                                   |
| Scott Henderson |                        |                        | 1:47,85             | 1:50,65                  | 3:38,50                  | 21.                      | Odpadł w kwalifikacjach           | Odpadł w kwalifikacjach           | Odpadł w kwalifikacjach           | Odpadł w kwalifikacjach           |
| Keith Shepherd  |                        |                        | Dyskwalifikacja     | Nie ukończył konkurencji | Nie ukończył konkurencji | Nie ukończył konkurencji |                                   |                                   |                                   |                                   |

Kobiety
| Zawodniczka    | Konkurencja | Konkurencja | Konkurencja   | Konkurencja   | Konkurencja                        | Konkurencja                        | Konkurencja                        | Konkurencja                        |
| Zawodniczka    | Zjazd       | Zjazd       | Slalom gigant | Slalom gigant | Slalom specjalny                   | Slalom specjalny                   | Slalom specjalny                   | Slalom specjalny                   |
| Zawodniczka    | Czas        | Pozycja     | Czas          | Pozycja       | Czas 1-go przejazdu                | Czas 2-go przejazdu                | Czas łączny                        | Pozycja                            |
| -------------- | ----------- | ----------- | ------------- | ------------- | ---------------------------------- | ---------------------------------- | ---------------------------------- | ---------------------------------- |
| Nancy Greene   | 1:43,12     | 10.         | 1:51,97       | złoto         | 41,45                              | 44,70                              | 1:26,15                            | srebro                             |
| Karen Dokka    | 1:47,55     | 22.         | 1:58,36       | 16.           | 44,92                              | 49,59                              | 1:34,51                            | 15.                                |
| Judi Leinweber | 1:45,60     | 20.         | 2:00,57       | 25.           | Dyskwalifikacja                    | Nie ukończyła konkurencji          | Nie ukończyła konkurencji          | Nie ukończyła konkurencji          |
| Betsy Clifford | 1:51,40     | 22.         | 1:32,61       | 22.           | Nie ukończyła pierwszego przejazdu | Nie ukończyła pierwszego przejazdu | Nie ukończyła pierwszego przejazdu | Nie ukończyła pierwszego przejazdu |

### Saneczkarstwo
Mężczyźni
| Zawodnik        | Konkurencja | Ślizg 1 | Ślizg 2 | Ślizg 3 | Łącznie | Pozycja |
| --------------- | ----------- | ------- | ------- | ------- | ------- | ------- |
| Roger Eddy      | Jedynki     | 1:00,69 | 1:00,30 | 1:00,40 | 3:01,39 | 31.     |
| Larry Arbuthnot | Jedynki     | 1:00,10 | 1:00,92 | 1:01,99 | 3:03,01 | 33.     |
| Colin Nelson    | Jedynki     | 1:01,13 | 1:01,90 | 1:01,53 | 3:04,56 | 37.     |
| D’Arcy Coulson  | Jedynki     | 1:02,69 | 1:31,24 | 1:02,19 | 3:36,12 | 47.     |

Kobiety
| Zawodnik                 | Konkurencja | Ślizg 1         | Ślizg 2                   | Ślizg 3                   | Łącznie                   | Pozycja                   |
| ------------------------ | ----------- | --------------- | ------------------------- | ------------------------- | ------------------------- | ------------------------- |
| Linda Crutchfield-Bocock | Jedynki     | 50,64           | 50,54                     | 51,28                     | 2:32,46                   | 12.                       |
| Martha Diplock           | Jedynki     | 51,94           | 51,51                     | 52,03                     | 2:35,48                   | 18.                       |
| Phyllis Walter           | Jedynki     | Dyskwalifikacja | Nie ukończyła konkurencji | Nie ukończyła konkurencji | Nie ukończyła konkurencji | Nie ukończyła konkurencji |

### Skoki narciarskie
Mężczyźni
| Konkurencja            | Skoczek       | Skok 1    | Skok 1 | Skok 2    | Skok 2 | Nota  | Pozycja |
| Konkurencja            | Skoczek       | odległość | Nota   | odległość | Nota   | Nota  | Pozycja |
| ---------------------- | ------------- | --------- | ------ | --------- | ------ | ----- | ------- |
| Skocznia normalna K-70 | Ulf Kvendbo   | 61,5      | 75,2   | 63,0      | 78,1   | 153,3 | 53.     |
| Skocznia normalna K-70 | John McInnes  | 61,5      | 75,7   | 60,5      | 72,6   | 148,3 | 55.     |
| Skocznia normalna K-70 | Claude Trahan | 61,5      | 74,2   | 56,0      | 56,4   | 130,6 | 57.     |
| Skocznia duża K-90     | Ulf Kvendbo   | 76,5      | 69,5   | 77,0      | 69,2   | 138,7 | 55.     |
| Skocznia duża K-90     | John McInnes  | 71,5      | 58,5   | 73,5      | 61,8   | 120,3 | 57.     |
| Skocznia duża K-90     | Claude Trahan | 64,0      | 40,0   | 69,0      | 51,0   | 91,0  | 58.     |